# Georges Haldas
Georges Haldas (Genebra, Suíça, 14 de agosto de 1917 | Le Mont-sur-Lausanne, Suíça, 24 de outubro de 2010) foi um romancista, poeta, filósofo e tradutor suíço, cuja personalidade também lhe permitiu expressar literariamente sua paixão pelo futebol. No entanto, o escritor sempre se recusou a se fechar em uma categoria, resumindo isso na seguinte frase:  Escrever é minha maneira de tomar consciência da vida.

## Biografia
De pai ítalo-grego e mãe suíça, viveu até os nove anos na ilha de Cefalônia, na Grécia. Depois, transferindo-se com seus pais para Genebra, viveu grande parte de sua vida nesta cidade. Sucessivamente, trabalhou para uma agência de notícias, exerceu a função de revisor, professor, livreiro e jornalista. Após ter residido por muitos anos em Genebra, em Paris e na Itália, ao final de sua vida mudou-se para Mont-sur-Lausanne onde, até a sua morte, viveu com sua companheira, a também escritora, Catherine de Perrot Challandes.
Como poeta, ensaísta e tradutor, Georges Haldas é autor de uma produção literária infinitamente rica e expressiva sobre a existência humana e o homem em estado de poesia, que compreende catorze coletâneas de poemas (transformados em antologia, no ano 2000, com a publicação de sua Poesia Completa, produzida pelas Edições L’âge d’Homme), traduções, ensaios, quarenta e cinco crônicas e os Cadernos intitulados O Estado de Poesia.
Basicamente, foram quatro as editoras que publicaram as obras de Georges Haldas: Éditions de la Baconnière, Éditions Rencontre, Éditions de l'Aire e Éditions L'Âge d'Homme.
Georges Haldas teve como amigo próximo o igualmente escritor genebrino Jean Vuilleumier, falecido aos 79 anos, em 12 de junho de 2012, cujos livros também foram publicados pela Editora L'Âge d'Homme.

## Formação, percurso literário e de vida
Georges Haldas explicava a criação de sua obra pela indissociável herança genética greco-suíça recebida de seus pais. Seu pai passava longas horas falando-lhe de questões metafísicas, enquanto sua mãe se mostrava, sobretudo, receptiva em relação à poesia do cotidiano.
Depois dos anos de estudos clássicos, Georges Haldas inscreve-se no curso de Letras da Universidade de Genebra. Por um momento, o escritor pensa em se tornar teólogo ou tentar uma carreira no futebol, paixão esportiva transmitida por seu pai, sobre a qual o escritor produzirá diversas obras. Mas aos vinte anos, ele se dá conta de que dedicará definitivamente sua vida à arte da escrita, quando um de seus professores o inicia nos estudos da poesia.
Georges Haldas escreveu seus livros essencialmente sobre as mesas dos bistrôs genebrinos, especialmente as do Chez Saïd, o café para onde ia quase todo dia. Ele escrevia por cerca de cinco horas diariamente. O resto do tempo, dedicava-se a viver, a fim de poder transmitir em seus escritos as experiências vividas.
Mas Georges Haldas foi, sobretudo, um poeta. E sonhava com um mundo onde os homens fossem iguais, apesar das diferenças de origem familiar, social e de talento. Esta atitude poética fez despertar em si o engajamento pela causa humana, pela qual denunciava regularmente tudo o que pudesse minar a igualdade e a dignidade dos homens.
Mesmo não exercendo uma militância direta nos meios políticos, Georges Haldas apoiou, nos tempos da Guerra Fria, a coexistência pacífica com a União Soviética. Mais tarde, as efervescências no Oriente Médio igualmente preocuparam este jovem intelectual engajado. Enquanto os palestinos não tiverem uma terra, como Israel tem a sua, não haverá paz, repetia. A paz do mundo passa hoje pelo Oriente Médio. É sobre isso que temos que nos voltar nossa atenção, afirmava.
Georges Haldas evoca as lembranças de seu percurso poético, principalmente, em O estado de poesia (14 volumes) e em A emergência, obra publicada em 1983. Este é o primeiro tomo de sua coleção de livros de crônicas A confissão da semente (publicada em 6 volumes, de 1983 a 2003). No terceiro tomo, A escola da morte, lançado em 1992, ele detalha com humor estes anos, este meandro de sua vida onde ele descobre sua verdadeira vocação. Nele, conta como deve conciliar seu amor pela escrita com sua vida cotidiana, o seu gosto pelas fugas e as suas ligações com o mundo feminino. Também traz um testemunho sobre sua vida espiritual, explicando sua conversão ao catolicismo e, mais tarde, seu distanciamento da Igreja enquanto instituição religiosa. Para ele as instituições eram detentoras do espírito de poder e dominação e, consequentemente, de morte.
Em 1941, Georges Haldas casa-se e, deste matrimônio, resulta o nascimento de suas duas filhas. Por um período curto de tempo, torna-se colaborador de um jornal, em seguida, trabalha em uma livraria e, logo depois, vê-se desempregado. Em 1954, depois de ter deixado sua família, é contratado para trabalhar nas Edições Rencontre. Mais tarde, anima uma galeria e, em seguida, passa a colaborar com outros dois editores. Haldas relata estes anos de sua vida em Queda da estrela Absinto. Este livro, lançado em 1972, apresenta suas crônicas mais melancólicas.

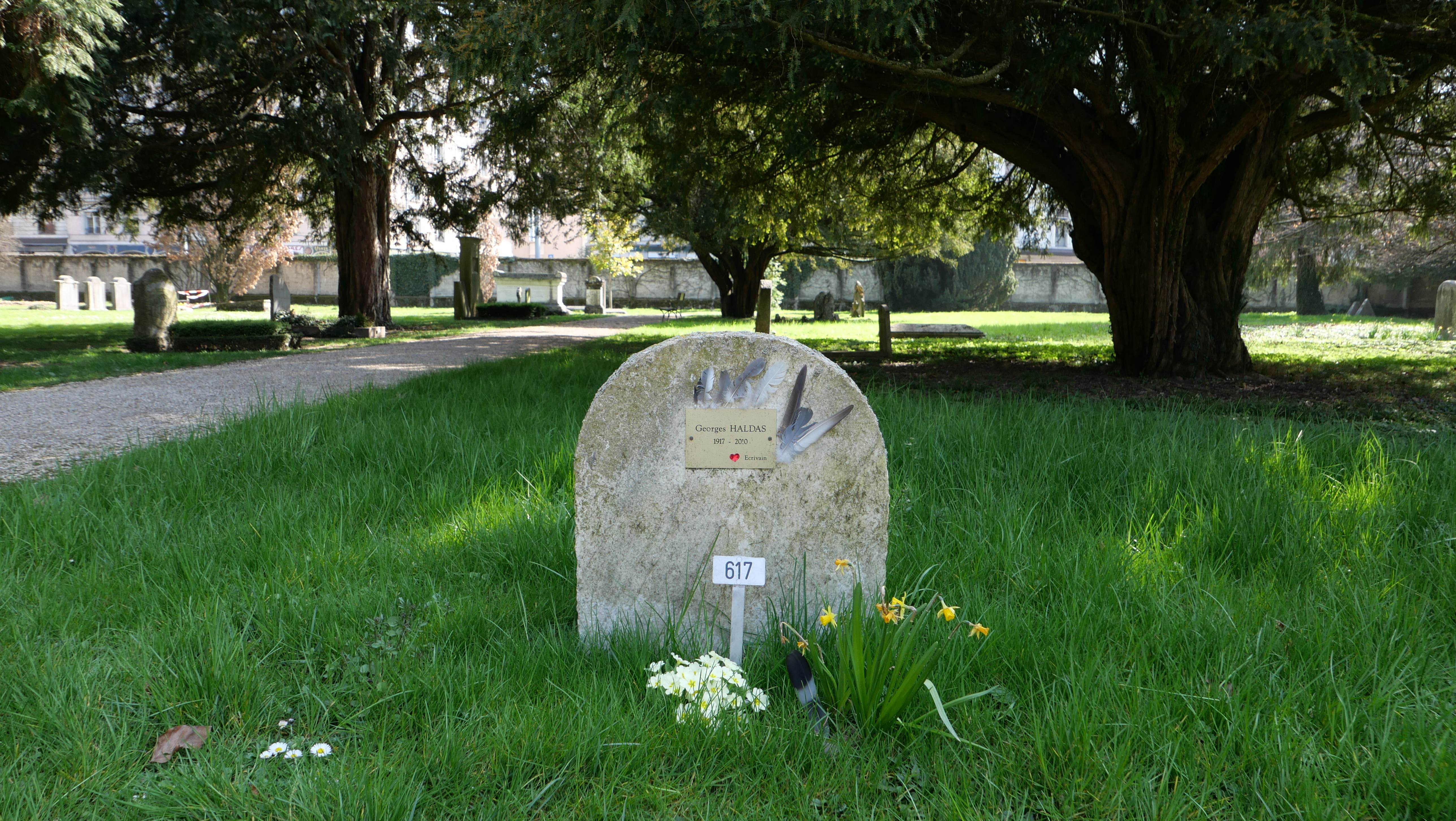
Tumba de Haldas no Cimetière des Rois em Genebra

Autor principalmente de uma sequência de crônicas fascinantes, que mostram um olhar lúcido e generoso sobre o mundo e sobre os homens, Georges Haldas não inventava seus personagens. Ele os buscava no cotidiano. Suas crônicas Boulevard dos filósofos (1966) e Crônica da rua Saint-Ours (1973) ressuscitam o tempo da infância em que retrata, respectivamente, as lembranças relativas a seu pai e a sua mãe . Outras como A lenda dos cafés (1966) evocam os problemas da vida cotidiana nos bairros populares de Genebra.
O escritor publica cerca de sessenta livros e recebe duas vezes o Prêmio Schiller, em 1971 e em 1977. Seja nos textos literários, nos ensaios ou em sua poesia, Georges Haldas visa a transcender o momento presente, a tornar o invisível visível e palpável. Eu trabalho com a memória, dizia Georges Haldas. A memória, não é o turismo do passado. É fazer com que o passado esteja lá. Não é ainda a ressurreição, mas já um sinal do ressurgimento. Os mortos, quando são esquecidos, morrem pela segunda vez.

## Tradução de Reportagem
Fonte: L'Express | Culture | Portrait, por Pascale Frey (01/03/1997)
Para conseguir falar com Georges Haldas é preciso telefonar para o bistrô onde ele escreve todos os dias do raiar do sol ao anoitecer. Se quiser encontrá-lo, isso só será possível em torno de uma mesa no dito bistrô sobre a qual estão meticulosamente arrumados um estojo do Mickey, uma cruz ortodoxa, uma imagem sagrada e um manuscrito. Em Genebra, cidade à qual ele consagra seu último livro, todo mundo o conhece e muitos o leem. “Para cada um de nós, há a cidade que se descobre na infância, uma cidade íntima que escapa ao tempo, aquela de todas as primeiras impressões. E uma cidade de fora que evolui com o passar dos anos.” Grande flaneur, mas também ávido leitor, Georges Haldas evoca suas paixões literárias com uma impetuosidade que suas oitenta primaveras não destruíram. Homero, por exemplo, o reconduz aos tempos de sua infância: “Eu tinha longas conversas com meu pai sobre a mitologia grega. Para mim, essas personagens eram mais vivas do que os membros da minha família.” A Bíblia guarda também grande importância na vida de Georges Haldas. E como lhe são caros os escritores russos, a tal ponto que se torna impossível não lembrá-los: “Eu poderia citar trinta! Foram eles que se lançaram com mais afinco nas profundezas da alma humana, que foram mais próximo dos humilhados da terra”. 
Entre os anglo-saxões, Dickens e Faulkner têm sua preferência. O primeiro “porque ele entrou no labirinto de uma cidade e incorporou os personagens mais diversos ao cotidiano”. O segundo porque, “mais do que todos os outros norte-americanos, ele possui a percepção do trágico”. Georges Haldas se entusiasma ainda com Cervantes: “Dom Quixote tem a cabeça repleta de romances de cavalaria. Ele vê a realidade através de suas leituras e se confunde com elas de todas as maneiras! É uma crítica implícita dessas ideologias, nas quais confundimos o real com o que gostaríamos que ele fosse”. Em relação às obras mais recentes, o genebrino cita Vida e Destino, de Vassili Grossman, “uma alucinante evocação de Stalingrado”, O romance de Londres, do sérvio Milos Tsernianski, “narrativa do exílio e da morte”, e Conversas na Sicília, de Elio Vittorini, “símbolo da ofensa ao mundo dos pobres”. Nenhuma dessas obras se mostra indiferente ao destino do mundo. Este mundo que se coloca, quiçá antes da literatura, como a preocupação essencial de Georges Haldas.

## Prêmios
- 1971 - Prêmio Schiller;
- 1971 - Grande Prêmio da Cidade de Genebra;
- 1970 - Prêmio Taormina;
- 1977 - Prêmio Schiller;
- 1985 - Grande Prêmio Ramuz;
- 1999 - Laureado com a Medalha de Reconhecimento de Genebra;
- 2004 - Prêmio Édouard Rod, pelo conjunto de sua obra.

## Publicações

### Poemas
- Cantique de l'Aube, Éditions de la Baconnière, 1942.
- La Voie d'Amour, Éditions de la Baconnière, 1948.
- Chants de la Nuit, Éditions Rencontre, 1952.
- Le Couteau dans la Plaie, Éditions de la Baconnière, 1956.
- La Peine capitale, Éditions Rencontre, 1957.
- Le Pain quotidien, Éditions Rencontre, 1959.
- Corps mutilé, Éditions Rencontre, 1962.
- Sans Feu ni Lieu, Éditions de l'Aire, 1968.
- Poèmes de la grande Usure, Éditions de l'Aire, 1974.
- Funéraires, Éditions L'Âge d'Homme, 1976.
- Un Grain de Blé dans l'Eau profonde, Éditions L'Âge d'Homme, 1982.
- La blessure essentielle, Éditions L'Âge d'Homme, 1990. (Esgotado)
- Un Grain de Blé dans l'Eau profonde et autres poèmes, Choix de Jean Romain, Orphée la Différence, 1992.
- Venu pour dire, Éditions L'Âge d'Homme, 1997.
- Poèmes de Jeunesse, Éditions L'Âge d'Homme, 1997.
- Poésie complète, Éditions L'Âge d'Homme, 2000. (Esgotado)

### Traduções
- Anacréon: Poèmes et Fragments, Rencontre, 1950.
- Catulle: Poèmes d'Amour, Rencontre, 1954.
- Umberto Saba: Vingt et un Poèmes, Rencontre, 1962 et L'Âge d'Homme, 1982, sob o título Trieste et autres Poèmes.

### Ensaios
- Les Poètes malades de la Peste, Seghers, 1954.
- La Vie du Christ dans la Peinture italienne du XI au XV siècle (Notices), Lausanne, Nouvelles Éditions, 1958.
- Trois Écrivains de la Relation fondamentale, (Perez-Galdos; Giovanni Verga; C.F. Ramuz), L'Âge d'Homme, 1978.
- Les Sept Piliers de l'État de Poésie, L'Âge d'Homme, 2005.
- La Russie à travers les écrivains que j'aime, L'Âge d'Homme, 2009.

### Crônicas
- Gens qui soupirent, Quartiers qui meurent, La Baconnière, 1963.
- Jardin des Espérances, Rencontre, 1969, L'Âge d'Homme, 1981.
- La Maison en Calabre, Rencontre, 1970, Poche Suisse, L'Âge d'Homme, 1983.
- Chute de l'Etoile Absinthe, Pairs, Denoël, 1972, L'Âge d'homme, 2002.
- Chronique de la Rue Saint-Ours, Paris, Denoël, 1973, Poche Suisse, L'Âge d'Homme 1987.
- Passion et Mort de Michel Servet, L'Âge d'Homme, 1975.
- À la Recherche du Rameau d'Or, L'Âge d'Homme, 1976.
- La Légende des Cafés, L'Âge d'Homme, 1976, 2011.
- Le Livre des Passions et des Heures, L'Âge d'Homme, 1979.
- Echos d'une Vie, L'Âge d'Homme, 1980.
- La Légende du Football, L'Âge d'Homme, 1981.
- Massacre et Innocence, L'Âge d'Homme, 1983.
- La Confession d'une Graine, I: L'Èmergence, L'Âge d'Homme, 1983.
- La Confession d'une Graine, II: Conquête matinale, L'Âge d'Homme, 1986.
- La Légende des Repas, L'Âge d'Homme, 1987.
- L'Intermède marocain, L'Âge d'Homme, 1989.
- Le Grand Arbre de l'Homme, Éd. Temps qu'il fait, Cognac, 1989.
- Boulevard des Philosophes, Rencontre, 1966, Poche Suisse 2, L'Âge d'Homme, 1990.
- Mémoire et Résurrection, L'Âge d'Homme, 1991.
- La Confession d'une Graine, III: L'École du Meurtre (1ª parte), L'Âge d'Homme, 1992.
- Ni Or ni Argent, Variations sur la Lumière, com fotografias de de Roger Chappellu, Éditions Olizane, 1994.
- La Confession d'une Graine, IV: Meurtre sous les Géraniums (2ª parte de L'École du Meurtre), L'Âge d'Homme, 1994.
- Pâques à Jérusalem, L'Âge d'Homme, 1995.
- L'Air natal (Gens qui soupirent, Quartiers qui meurent; Boulevard des Philosophes; Chronique dela Rue Saint-Ours), L'Âge d'Homme, 1995.
- La Légende de Genève, L'Âge d'Homme, 1996. (Esgotado)
- Marie de Magdala, Nouvelle Cité - Prier Témoigner, 1996.
- Le Livre et la Vie, Association suisse des Libraires de langue française, 1997.
- Le Livre des trois Déserts, Regard - Nouvelle Cité, 1998.
- Lumières d'Enfance, L'Âge d'Homme, 1998.
- Ulysse ou la lumière grecque, L'Âge d'Homme, 1998.
- La légende de Genève: chronique, photogr. de Slobodan Despot, Lausanne: L'Âge d'homme, Collection Au cœur du monde, 1999.
- Octobre 17 ou La fraternité trahie: chronique, Lausanne: L'Âge d'homme, 1999.
- Le Christ à ciel ouvert, Lausanne: L'Âge d'Homme, 2000.
- La Confession d'une Graine, V: Le Temps des Rencontres, L'Âge d'Homme, 2001.
- Le temps des rencontres: chronique, Éditions L'Âge d'homme, 2001.
- Murmure de la source: chroniques / Georges Haldas; [prefácio de Jean Vuilleumier], Lausanne: L'Âge d'homme, 2001
- Paroles du scribe, Éditions l'Âge d'Homme, 2002.
- Socrate et le Christ, L'Âge d'Homme 2002.
- Un temps révolu: chronique, Éditions L'Âge d'Homme, 2003.
- Chroniques de la petite Fontaine, Éditions L'Âge d'Homme, 2004.
- La Confession d'une Graine VII: Le Tournant, L'Âge d'Homme, 2006.
- Rendez-vous en Galilée, Poche Suisse 232, L'Âge d'Homme, 2007.
- Cortège des vivants et des morts, L'Âge d'Homme, 2008.
- Patrie première, L'Âge d'Homme, 2010.

### CadernosO Estado de Poesia
- Les Minutes heureuses, Carnets 1973, L'Âge d'Homme, 1977.
- Le Tombeau vide, Carnets 1979, L'Âge d'Homme, 1982.
- Rêver avant l'Aube, Carnets 1982, L'Âge d'Homme, 1984.
- Le Cœur de Tous, Carnets 1985, L'Âge d'Homme, 1988.
- Carnets du Désert, Carnets 1986, L'Âge d'Homme, 1990. (Esgotado)
- Le Soleil et l'Absence, Carnets 1987, L'Âge d'Homme, 1990.
- Paradis perdu, Carnets 1988, L'Âge d'Homme, 1993.
- Orphée errant, Carnets 1989, L'Âge d'Homme, 1996.
- Le Maintenant de Toujours, Carnets 1995, L'Âge d'Homme, 1997.
- Pollen du Temps, Carnets 1996, L'Âge d'Homme, 1999.
- L'Orient intérieur: Carnets 1998, L'Âge d'Homme, 2003.
- Paysan du ciel: Carnets 1999, L'Âge d'Homme, 2004.
- Le Nomade immobile, Carnets 2000, L'Âge d'Homme, 2006.
- Paroles nuptiales, Carnets 2005, L'Âge d'Homme, 2007.
- Vertige du temps, Carnets 2001-2002, L'Âge d'Homme, 2009.
- Les hauteurs de Moab, Carnets 2008-2009, L'Âge d'Homme, 2010.

### Outras produções
- Prefácio do livro Fragmentos, de Charles Juliet, publicado pela Editions Rencontre de Lausanne, em 1972.[9]
- Co-autoria da minissérie suíça Les Chemins de l'exil, de Claude Goretta, sobre os últimos anos da vida de Jean-Jacques Rousseau.[10]

### Publicações sobre Georges Haldas
- Bibliografia da Obra de Georges Haldas, de Gérard Donzé e Jean-Charles Giroud, L'Âge d'Homme, 1997.
- Dossier H: Georges Haldas, l'invisible au quotidien, entrevistas com Pierre Smolik, L'Âge d'Homme, 2012. ISBN 9782825141427

## Entrevistas
- RTS.ch - La voix au chapitre - 15 de janeiro de 1971 - 10'16 | Georges Haldas fala sobre o escritor Marcel Raymond e seu livro autobiográfico "Le Sel et la cendre" - Dessins de Mose et de Sempé, extratos de seu álbum "Des hauts et des bas". (em francês)
- INA.fr - 18/04/1978 - 10' | Áudio da entrevista com Jacques Chancel. Georges Haldas fala de suas origens e de sua infância dividida entre a Grécia e a Suíça, assim como a questão da identidade para um escritor. (Extrato de gravação; em francês)
- INA.fr - 21/05/1982 - 07'27 | Georges Haldas participa de uma mesa-redonda sobre o Mundial. Os participantes falam tanto de aspectos técnicos quanto da história e da psicologia do futebol. (extrato de gravação; em francês)
- RTS.ch - Grands Entretiens - 7 de janeiro de 2005 - 41'50 | Quinta entrevista concedida por Georges Haldas a Jean-Philippe Rapp. A entrevista se passa na ilha de Cefalônia, na Grécia, onde o escritor viveu parte de sua infância. Nesta entrevista, ele conta sobre sua chegada em Genebra, sobre sua relação com a literatura e a importância da solidão para sua aproximação com a psiqué do mundo. (em francês)